# مايكل ميلس
مايكل ميلس (بالإنجليزية: Michael Mills)‏ هو رسام رسوم متحركة ومنتج أفلام ومخرج بريطاني، ولد في 14 يناير 1942.

## وصلات خارجية
- الموقع الرسمي
- مايكل ميلس على موقع IMDb (الإنجليزية)
- مايكل ميلس على موقع أول موفي (الإنجليزية)
- مايكل ميلس على موقع قاعدة بيانات الفيلم (الإنجليزية)
- مايكل ميلس على موقع كينوبويسك (الروسية)